# Unité motrice
 (décembre 2014).
Si vous disposez d'ouvrages ou d'articles de référence ou si vous connaissez des sites web de qualité traitant du thème abordé ici, merci de compléter l'article en donnant les références utiles à sa vérifiabilité et en les liant à la section « Notes et références ».
Une unité motrice est composée d'un motoneurone alpha et des fibres musculaires qu'il innerve:
1 neurone pour n fibres musculaires
1 neurone par fibre musculaire

## Fonctionnement
Des groupes d'unités motrices travaillent souvent ensemble pour coordonner les contractions d'un seul muscle. Toutes les unités motrices qui servent un même muscle sont considérées être un groupement d'unités motrices. Le nombre de fibres musculaires connectées à chaque unité peut varier : les muscles de la cuisse peuvent avoir jusqu'à mille fibres par unité, les muscles des yeux peuvent n'en avoir que dix. De manière générale, le nombre de fibres musculaires impliquées dans une unité motrice est en fonction du besoin du muscle d'avoir son mouvement affiné : plus le muscle aura besoin d'un mouvement fin moins l'unité motrice concernera de synapses avec les fibres musculaires[réf. souhaitée].

## Diagnostic
Lorsqu'on cherche à diagnostiquer la faiblesse d'un patient, on prête une attention particulière à la taille et à la forme du « potentiel d'action d'unité motrice » (« MUAP » en anglais : motor unit action potential) pour aider à trancher entre une myopathie et une neuropathie.